# Caio Júlio Julo (ditador em 352 a.C.)
Caio Júlio Julo (em latim: Gaius Iulius Iullus) foi um político da gente Júlia da República Romana, nomeado ditador em 352 a.C..

## Ditadura (352 a.C.)
O ditador Caio Júlio Julo foi nomeado pelos cônsules Públio Valério Publícola e Caio Márcio Rutilo em 352 a.C. depois que o Senado exigiu por temer uma guerra contra os etruscos que jamais se realizou. Ele escolheu Lúcio Emílio Mamercino como seu mestre da cavalaria (magister equitum). 
Caio Júlio utilizou seus poderes para tentar eleger dois cônsules patrícios na Assembleia das centúrias, uma violação da Lex Licinia Sextia'.